# O store Allmakts-Gud
O store Allmakts-Gud är en gammal psalm i nio verser av Olof Rudbeck den yngre från 1694 som bearbetades efter dryga hundra år av Johan Olof Wallin, 1816.
Psalmen inleds 1695 med orden:
O store allmachts Gudh
som all ting seer och dömer
Melodin enligt 1697 års koralbok är (2/2, Ess-dur) av Johann Crüger från 1647, tryckt 1648 i hans Praxis pietatis melica som är samma som till den senare skrivna psalmen Med pelarstoder tolv står Herrens helga kyrka (1921 nr 529) och de gamla psalmerna Väl mig i evighet (1695 nr 241), Mitt hjärta, fröjda dig (1695 nr 299), Nu tacka Gud, allt folk (1695 nr 305) och O Gud, som skiftar allt (1695 nr 333). 
I 1937 års psalmbok och Koralbok för Nya psalmer, 1921 (tillägg till 1819 års psalmbok) anges att psalmen sjungs till psalm Jag vet på vem jag tror (1819 nr 193, 1937 nr 363) med flera som är en komposition (F-moll, 4/4 eller 2/2, u.t.), som förekommer nedtecknad tidigast i New Ordentlich Gesangbuch från 1648. Sannolikt också i Haeffners koralbok eftersom han omarbetade melodin som framgår av 1921 års koralbok med 1819 års psalmer.

## Publicerad som
- Nr 324 i 1695 års psalmbok under rubriken "Psalmer angående Domare".
- Nr 309 i 1819 års psalmbok under rubriken "Med avseende på särskilda personer, tider och omständigheter: Domare och rättssökande".
- Nr 493 i 1937 års psalmbok under rubriken "Fosterlandet".